# Pyhäjärvi (sjö i Finland, Lappland, lat 68,90, long 25,97)
Pyhäjärvi är en sjö i Finland. Den ligger i kommunen Enare i landskapet Lappland, i den norra delen av landet, 1 000 km norr om huvudstaden Helsingfors. Pyhäjärvi ligger 178,5 meter över havet. Arean är 1,14 kvadratkilometer och strandlinjen är 7,26 kilometer lång. Sjön  ingår i Pasvik älvs huvudavrinningsområde. 